# Wolfgang Fries
Wolfgang Fries (* 1. September 1975 in Ingolstadt) ist ein ehemaliger Eishockeyspieler.

## Sportliche Karriere
1982 startete Wolfgang Fries seine sportliche Karriere als Fußballer. Von 1984 bis 1994 spielte er beim MTV Ingolstadt als Abwehrspieler. 1994 wechselte er zum TSV Oberhaunstadt (Bezirksliga Oberbayern Nord), wo er nicht nur bis heute Fußball spielt, sondern auch als erster Abteilungsleiter tätig ist.
1994 startete Fries seine Karriere als Profisportler im Eishockey. Von 1994 bis 2000 spielte er in seinem Heimatverein, dem ERC Ingolstadt. Den Höhepunkt seiner sportlichen Karriere erlebte er, als er mit dem ERC im April 2000 Vizemeister der 2. Bundesliga wurde. Trainer in dieser Zeit waren unter anderem der ehemalige österreichische Nationaltrainer Jim Boni, Ignaz Berndaner (Bronzemedaillengewinner der Olympiamannschaft von 1976), Ex-Nationalspieler Peter Obresa und Ex-Bundesligatoptorjäger Richard Neubauer.
Um sich sportlich weiterzuentwickeln bzw. mehr Verantwortung zu übernehmen, wechselte Fries im Jahr 2000 zum ES Weisswasser. Bei den Füchsen spielte Fries als Verteidiger in der ersten Reihe und kam auch im Über- und Unterzahlspiel zum Einsatz.
Auf Grund der Tatsache, dass Wolfgang Fries parallel zu seiner Eishockeykarriere an der Fachhochschule Ingolstadt BWL studierte, entschloss er sich nach einem Jahr, wieder näher an seiner Heimatstadt Eishockey zu spielen. Dieses Vorhaben konnte er bei den Erding Jets verwirklichen, zu denen er im Jahr 2001 wechselte. Das „German Team“ (eine Mannschaft nur mit deutschen Spielern, die vor allem jungen deutschen Spielern Spielpraxis gewähren sollte) wurde von Eishockeylegende Erich Kühnhackl trainiert und erreichte die Play-offs in der Oberliga. Nach dieser Saison mussten die Jets die Insolvenz anmelden, was auch den sportlichen Abstieg zur Folge hatte. 2002 wechselte Fries in die 2. Bundesliga zum EV Regensburg, der von Ignaz Berndaner trainiert wurde.
Als Wolfgang Fries im Jahr 2005 den Posten als Assistent der Geschäftsleitung bei Gebrüder Peters antrat, markierte das gleichzeitig das Ende seiner Karriere als Profisportler im Eishockey.